# Trapezicepon domeciae
Trapezicepon domeciae là một loài chân đều trong họ Bopyridae. Loài này được Danforth miêu tả khoa học năm 1972.